# 60 mètres masculin aux championnats du monde d'athlétisme en salle 2016
Pour un article plus général, voir Championnats du monde d'athlétisme en salle 2016.
Navigation
2014 2018
L'épreuve du 60 mètres masculin des championnats du monde en salle 2016 s'est déroulée le 18 mars 2016 à Portland, aux États-Unis.

## Faits marquants
Durant les séries, le Jamaïcain Asafa Powell, qui n'a jamais remporté de titre mondial individuel, bat le record national en courant en 6 s 44. Les trois Américains Trayvon Bromell, Mike Rodgers et Marvin Bracy remportent leur série, de même que le Christophien âgé de 39 ans Kim Collins.
En demi-finale, Powell court à nouveau en 6 s 44, suivi du Chinois Su Bingtian qui bat le record d'Asie en 6 s 50 et de Bracy qui se qualifie au temps. Collins réalise son meilleur temps de l'année, 6 s 49, en battant Rodgers. Bromell remporte sa course en 6 s 53, dans le même temps que Ramon Gittens qui établit un record de la Barbade.
Dans la finale, Bromell prend le meilleur départ et remporte la course en 6 s 47, son record personnel, devenant à 20 ans le plus jeune champion du monde du 60 m. Powell, après un mauvais départ, termine deuxième, suivi à un centième de Gittens qui abaisse son propre record national. Les huit finalistes ont couru en 6 s 56 ou moins, ce qui en fait la course la plus dense de l'histoire.

## Meilleures performances mondiales en 2016
Les meilleures performances mondiales en 2016 (top 5) avant les Championnats du monde en salle sont :
|   | Athlète         | Pays                       | Marque | Lieu       | Date            |
| - | --------------- | -------------------------- | ------ | ---------- | --------------- |
| 1 | Ronnie Baker    | États-Unis                 | 6 s 47 | Birmingham | 12 mars 2016    |
| 2 | Cameron Burrell | États-Unis                 | 6 s 48 | Birmingham | 12 mars 2016    |
| 3 | Asafa Powell    | Jamaïque                   | 6 s 49 | Houston    | 12 février 2016 |
| 4 | Richard Kilty   | Royaume-Uni                | 6 s 50 | Jablonec   | 5 mars 2016     |
| 5 | Kim Collins     | Saint-Christophe-et-Niévès | 6 s 51 | Glasgow    | 20 février 2016 |

## Médaillés
| Or              | Argent       | Bronze        |
| Trayvon Bromell | Asafa Powell | Ramon Gittens |

## Résultats

### Finale
| Rang               | Athlète         | Nationalité                | Temps  | Notes |
| ------------------ | --------------- | -------------------------- | ------ | ----- |
| Médaille d'or      | Trayvon Bromell | États-Unis                 | 6 s 47 | PB    |
| Médaille d'argent  | Asafa Powell    | Jamaïque                   | 6 s 50 |       |
| Médaille de bronze | Ramon Gittens   | Barbade                    | 6 s 51 | NIR   |
| 4                  | Xie Zhenye      | Chine                      | 6 s 53 | PB    |
| 5                  | Su Bingtian     | Chine                      | 6 s 54 |       |
| 6                  | Mike Rodgers    | États-Unis                 | 6 s 54 |       |
| 7                  | Marvin Bracy    | États-Unis                 | 6 s 56 |       |
| 8                  | Kim Collins     | Saint-Christophe-et-Niévès | 6 s 56 |       |

### Demi-finales
Qualification : les 2 premiers de chaque série (Q) et les deux meilleurs temps (q) se qualifient pour la finale.
| Rang | Série | Athlète                 | Nationalité                | Temps | Notes        |
| ---- | ----- | ----------------------- | -------------------------- | ----- | ------------ |
| 1    | 3     | Asafa Powell            | Jamaïque                   | 6.44  | Q, =WL, =NIR |
| 2    | 2     | Kim Collins             | Saint-Christophe-et-Niévès | 6.49  | Q, SB        |
| 3    | 3     | Su Bingtian             | Chine                      | 6.50  | Q, AIR       |
| 4    | 2     | Mike Rodgers            | États-Unis                 | 6.51  | Q, SB        |
| 5    | 1     | Trayvon Bromell         | États-Unis                 | 6.53  | Q            |
| 6    | 1     | Ramon Gittens           | Barbade                    | 6.53  | Q, NIR       |
| 7    | 3     | Marvin Bracy            | États-Unis                 | 6.54  | q            |
| 8    | 2     | Xie Zhenye              | Chine                      | 6.55  | q, =PB       |
| 9    | 1     | Yoshihide Kiryu         | Japon                      | 6.56  | PB           |
| 10   | 3     | Mobolade Ajomale        | Canada                     | 6.60  |              |
| 11   | 2     | Kemar Hyman             | Îles Caïmans               | 6.61  | SB           |
| 11   | 3     | Andrew Robertson        | Royaume-Uni                | 6.61  |              |
| 13   | 3     | Chavaughn Walsh         | Antigua-et-Barbuda         | 6.61  |              |
| 14   | 1     | Hua Wilfried Koffi      | Côte d'Ivoire              | 6.63  |              |
| 15   | 2     | Bruno Hortelano         | Espagne                    | 6.63  | =PB          |
| 16   | 1     | Antoine Adams           | Saint-Christophe-et-Niévès | 6.66  |              |
| 17   | 3     | Eric Cray               | Philippines                | 6.67  |              |
| 18   | 3     | Abdullah Abkar Mohammed | Arabie saoudite            | 6.68  |              |
| 19   | 2     | Gabriel Mvumvure        | Zimbabwe                   | 6.68  |              |
| 20   | 1     | Rondel Sorrillo         | Trinité-et-Tobago          | 6.68  |              |
| 21   | 2     | Remigiusz Olszewski     | Pologne                    | 6.71  |              |
| 22   | 2     | Adrian Griffith         | Bahamas                    | 6.71  |              |
| 23   | 1     | Hensley Paulina         | Pays-Bas                   | 6.73  |              |
| -    | 1     | James Dasaolu           | Royaume-Uni                | DQ    | R162.7       |

### Séries
Qualification : Les trois premiers de chaque série (Q) et les trois plus rapides (q) se qualifient pour les demi-finales.
| Rang | Série | Athlète                          | Nationalité                      | Temps | Notes      |
| ---- | ----- | -------------------------------- | -------------------------------- | ----- | ---------- |
| 1    | 5     | Asafa Powell                     | Jamaïque                         | 6.44  | Q, WL, NIR |
| 2    | 5     | Xie Zhenye                       | Chine                            | 6.55  | Q, PB      |
| 3    | 1     | Kim Collins                      | Saint-Christophe-et-Niévès       | 6.56  | Q          |
| 4    | 6     | Mike Rodgers                     | États-Unis                       | 6.57  | Q          |
| 5    | 3     | Trayvon Bromell                  | États-Unis                       | 6.57  | Q          |
| 5    | 7     | Marvin Bracy                     | États-Unis                       | 6.57  | Q          |
| 7    | 7     | Yoshihide Kiryu                  | Japon                            | 6.59  | Q, PB      |
| 8    | 2     | James Dasaolu                    | Royaume-Uni                      | 6.59  | Q          |
| 9    | 1     | Ramon Gittens                    | Barbade                          | 6.61  | Q          |
| 10   | 6     | Bruno Hortelano                  | Espagne                          | 6.63  | Q, PB      |
| 11   | 3     | Eric Cray                        | Philippines                      | 6.64  | Q          |
| 11   | 7     | Rondel Sorrillo                  | Trinité-et-Tobago                | 6.64  | Q          |
| 13   | 4     | Su Bingtian                      | Chine                            | 6.64  | Q          |
| 14   | 4     | Abdullah Abkar Mohammed          | Arabie saoudite                  | 6.64  | Q, PB      |
| 15   | 6     | Hua Wilfried Koffi               | Côte d'Ivoire                    | 6.64  | Q          |
| 16   | 5     | Adrian Griffith                  | Bahamas                          | 6.65  | Q          |
| 16   | 7     | Antoine Adams                    | Saint-Christophe-et-Niévès       | 6.65  | q          |
| 18   | 4     | Andrew Robertson                 | Royaume-Uni                      | 6.66  | Q          |
| 19   | 1     | Chavaughn Walsh                  | Antigua-et-Barbuda               | 6.66  | Q          |
| 20   | 1     | Kemar Hyman                      | Îles Caïmans                     | 6.67  | q          |
| 21   | 6     | Mobolade Ajomale                 | Canada                           | 6.67  | q          |
| 22   | 5     | Churandy Martina                 | Pays-Bas                         | 6.67  |            |
| 23   | 2     | Gabriel Mvumvure                 | Zimbabwe                         | 6.68  | Q          |
| 24   | 4     | Odain Rose                       | Suède                            | 6.69  |            |
| 25   | 2     | Remigiusz Olszewski              | Pologne                          | 6.71  | Q          |
| 26   | 4     | Carlos Nascimento                | Portugal                         | 6.71  |            |
| 27   | 3     | Hensley Paulina                  | Pays-Bas                         | 6.73  | Q          |
| 28   | 7     | Ángel David Rodríguez            | Espagne                          | 6.74  |            |
| 29   | 1     | Ogho-Oghene Egwero               | Nigeria                          | 6.75  | SB         |
| 30   | 5     | Jeremy Dodson                    | Samoa                            | 6.76  |            |
| 31   | 4     | Abdul Hamid Abdullah Iswandi     | Indonésie                        | 6.77  | PB         |
| 32   | 3     | Darrell Wesh                     | Haïti                            | 6.77  |            |
| 33   | 4     | Mateo Edward                     | Panama                           | 6.78  | SB         |
| 34   | 6     | Gérard Kobéané                   | Burkina Faso                     | 6.80  |            |
| 35   | 1     | Ján Volko                        | Slovaquie                        | 6.80  |            |
| 36   | 5     | Brian Kasinda                    | Zambie                           | 6.80  | PB         |
| 37   | 5     | Rolando Palacios                 | Honduras                         | 6.81  | SB         |
| 38   | 7     | Himasha Eashan Waththakankanamge | Sri Lanka                        | 6.81  | PB         |
| 39   | 7     | Adam Harris                      | Guyana                           | 6.82  |            |
| 40   | 4     | Yancarlos Martínez               | République dominicaine           | 6.83  |            |
| 41   | 3     | Andy Martínez                    | Pérou                            | 6.84  | PB         |
| 42   | 3     | Julius Morris                    | Montserrat                       | 6.85  |            |
| 43   | 1     | Rodman Teltull                   | Palaos                           | 6.94  | NIR        |
| 44   | 5     | Sibusiso Matsenjwa               | Swaziland                        | 6.95  | SB         |
| 45   | 6     | Shaun Gill                       | Belize                           | 6.99  | PB         |
| 46   | 2     | Adel Sesay                       | Sierra Leone                     | 7.01  | SB         |
| 47   | 2     | Shinebayar Damdinchimeg          | Mongolie                         | 7.02  | PB         |
| 48   | 6     | Jesús Manuel Cáceres             | Paraguay                         | 7.05  | PB         |
| 49   | 1     | Siueni Filimone                  | Tonga                            | 7.08  | NIR        |
| 50   | 6     | Syed Muhammad Aoun               | Pakistan                         | 7.16  |            |
| 51   | 3     | Yanis Dallay                     | Comores                          | 7.29  | SB         |
| 52   | 7     | Emile Condé                      | Guinée                           | 7.37  | SB         |
| 53   | 3     | Scheyenne Sanitoa                | Samoa                            | 7.37  | PB         |
| -    | 2     | Desmond Kitungwa                 | République démocratique du Congo | DQ    | R162.7     |
| -    | 2     | Sean Safo-Antwi                  | Ghana                            | DNS   |            |
| -    | 2     | Mohammed Abukhousa               | Palestine                        | DNS   |            |

## Légende
Records et Performances
- AR : Record continental (area record)
- CR : Record des championnats (championship record)
- MR : Record du meeting (meet record)
- NR : Record national (national record)
- OR : Record olympique (olympic record)
- PR : Record paralympique (paralympic record)
- PB : Record personnel (personal best)
- SB : Meilleure performance personnelle de la saison (season's best)
- WL : Meilleure performance mondiale de l'année (world leader)
- WJR : Record du monde junior (world junior record)
- WR : Record du monde (world record)

Circonstances et Conditions
- DNF : N'a pas terminé (did not finish)
- DNS : N'a pas pris le départ (did not start)
- DQ : Disqualification (disqualification)
- NM : Aucun essai valable enregistré (No Mark)
- Q : Qualifié « directement » au prochain tour (ou à la prochaine compétition), lors d'une compétition majeure, grâce au classement ou à la réalisation des minima (automatic qualifier)
- q : Qualifié au prochain tour (ou à la prochaine compétition), lors d'une compétition majeure, grâce au repêchage ou à la réalisation de l'une des meilleures performances parmi celles des « non qualifiés directement » (grâce au meilleur temps ou à la meilleure distance par exemple) (secondary qualifier)